# Sin ti no sé continuar
«Sin ti no sé continuar» es una canción interpretada por la banda mexicana de rock Coda, que está incluida en su primer álbum de estudio Enciéndelo (1993) y lanzada como el segundo sencillo del disco por las discográficas Epic, Sony Music Mexico y sony Latin.

## Origen y significado
La canción fue escrita por Allen Meneses, David Rosas, Ernesto Orozco, Jesus Marquez y Salvador Hurtado, y la letra es una profunda exploración del dolor y la desesperación que sigue a la pérdida de un ser querido.

## Lista de canciones

### CD - Promo[5]
| Sin ti no sé continuar — Single |                          |          |  |
| N.º                             | Título                   | Duración |  |
| 1.                              | «Sin ti no sé continuar» | 3:54     |  |

## Posiciones en las listas
| Listas (1995)                             | Posición |
| ----------------------------------------- | -------- |
| Estados Unidos Billboard Hot Latin Tracks | 18       |
| México Top 100                            | 67       |